# Ryszard Kotala
Ryszard Kotala (ur. 16 maja 1955 w Radomiu) – polski siatkarz.

## Kariera sportowa
Piłkę siatkową zaczął trenować w Orlętach Radom pod okiem trenera Andrzeja Tusznio, a po przekazaniu sekcji do Czarnych Radom - Jana Skorżyńskiego. Był jednym z nielicznych zawodników Czarnych, który przebył z nimi drogę z rozgrywek III ligi do I ligi (najwyższa wówczas klasa ligowa). W 1979 roku ze swoim zespołem awansował do II ligi, a 1984 - do I ligi. Największym osiągnięciem Kotali z jego drużyną było zajęcie 4. miejsce w I lidze w sezonie 1987/88. Karierę zakończył w 1993. Gracz leworęczny. Jak opisuje Nowy Tygodnik Radomski, najmocniejszą stroną siatkarza były szybkie, dynamiczne i mocne ataki.
Po zakończeniu kariery uczestniczył w rozgrywkach amatorskich.